# ディス・レフト・フィールズ・ライト 〜バック・アット・ザ・クロス・ロード
『ディス・レフト・フィールズ・ライト 〜バック・アット・ザ・クロス・ロード』（This Left Feels Right）は、アメリカのロックバンド、ボン・ジョヴィのアルバム。2003年10月31日に発売された。日本での発売元はユニバーサルミュージック。販売元はビクターエンタテインメント。

## 解説
これまでのヒット曲を大胆にアレンジしてレコーディングされた楽曲が収録されている。全体的にアコースティック調へとアレンジされている。
当初は、8thアルバム『バウンス』リリース後に開催された日本での5大ドーム公演の最中に横浜アリーナで一夜限り行われたアコースティック・ライヴをドキュメントとしてアルバム・DVD化する構想であった。しかし、急遽決まったツアーと異なるライヴ構成はジョン・ボン・ジョヴィ（Jon Bon Jovi）曰く「巧くいっただけでも奇跡」であり、作品として発表するには再考する必要があった。そこで、プロデューサーにパトリック・レナード（Patrick Leonard）を起用して数曲のアレンジをお願いした。すると、今までのボン・ジョヴィにはなかった大胆なアレンジに新しい方向性を見出し、アルバム制作は一から行われることになった。本格的なレコーディング作業はワールド・ツアー終了後の8月下旬から始まり、23日間でアルバムは完成された。
アルバムタイトルはその経緯が由来になっており、「This Left Feels Right＝左（革新的）に向きを変えてみた。そして、その方向に変えたことは正しかった」という意味合いとなっている。
また、新曲「ラスト・マン・スタンディング」（Last Man Standing）と「シーフ・オブ・ハーツ」（Thief of Hearts）もレコーディングされているが本作には収録されず、2曲とも翌年にリリースしたボックス・セット『ザ・プレミア・コレクション 〜100,000,000 ボン・ジョヴィ・ファンズ・キャント・ビー・ロング』に収録された（「ラスト・マン・スタンディング」はロック調にアレンジされたバージョンが9thアルバム『ハヴ・ア・ナイス・デイ』に収録されている）。
インターナショナル盤にはボーナス・トラックとして横浜アリーナ公演から「ザ・ディスタンス」（The Distance）のライヴ音源が収録され、日本盤はさらに「ハヴ・ア・リトル・フェイス・イン・ミー」（Have A Little Faith In Me）・「ジョーイ」（Joey）の2曲が収録されている。

## 収録曲

### CD
| #   | タイトル                                                                      | 作詞 | 作曲・編曲 | 備考                                                 | 時間 |
| --- | ----------------------------------------------------------------------------- | ---- | ---------- | ---------------------------------------------------- | ---- |
| 1.  | 「ウォンテッド・デッド・オア・アライヴ」(Wanted Dead Or Alive)                |      |            |                                                      | 3:43 |
| 2.  | 「リヴィン・オン・ア・プレイヤー」(Livin' On A Prayer featuring Olivia d'Abo) |      |            | オリヴィア・ダボ（Olivia d'Abo）とデュエットしている | 3:41 |
| 3.  | 「バッド・メディシン」(Bad Medicine)                                          |      |            |                                                      | 4:27 |
| 4.  | 「イッツ・マイ・ライフ」(It's My Life)                                        |      |            |                                                      | 3:42 |
| 5.  | 「レイ・ユア・ハンズ・オン・ミー」(Lay Your Hands On Me)                      |      |            |                                                      | 4:27 |
| 6.  | 「禁じられた愛」(You Give Love A Bad Name)                                    |      |            |                                                      | 3:29 |
| 7.  | 「ベッド・オブ・ローゼズ」(Bed Of Roses)                                      |      |            |                                                      | 5:38 |
| 8.  | 「エヴリデイ」(Everyday)                                                      |      |            |                                                      | 3:45 |
| 9.  | 「ボーン・トゥ・ビー・マイ・ベイビー」(Born To Be My Baby)                    |      |            |                                                      | 5:27 |
| 10. | 「キープ・ザ・フェイス」(Keep The Faith)                                      |      |            |                                                      | 4:12 |
| 11. | 「アイル・ビー・ゼア・フォー・ユー」(I'll Be There For You)                   |      |            |                                                      | 4:21 |
| 12. | 「オールウェイズ」(Always)                                                    |      |            |                                                      | 4:18 |

| #   | タイトル                                                                               | 作詞 | 作曲・編曲 | 備考                                     | 時間 |
| --- | -------------------------------------------------------------------------------------- | ---- | ---------- | ---------------------------------------- | ---- |
| 13. | 「ザ・ディスタンス（ライヴ）」(The Distance (Live))                                    |      |            |                                          | 5:54 |
| 14. | 「ハヴ・ア・リトル・フェイス・イン・ミー（ライヴ）」(Have A Little Faith In Me (Live)) |      |            | ジョン・ハイアット（John Hiatt）のカバー | 4:07 |
| 15. | 「ジョーイ（ライヴ）」(Joey (Live))                                                    |      |            |                                          | 5:33 |

### DVD（初回限定DVD付スペシャル・エディション）
- AOLセッションズ recorded at NRG Studios, Burbank, CA, Dec.3, 2002

| #  | タイトル                                                                     | 作詞 | 作曲・編曲 | 備考 |
| -- | ---------------------------------------------------------------------------- | ---- | ---------- | ---- |
| 1. | 「ラヴ・フォー・セール」(Love For Sale)                                      |      |            |      |
| 2. | 「サムデイ・アイル・ビー・サタデイ・ナイト」(Someday I'll Be Saturday Night) |      |            |      |
| 3. | 「ジョーイ」(Joey)                                                           |      |            |      |
| 4. | 「ミスアンダーストゥッド」(Misunderstood)                                    |      |            |      |
| 5. | 「ダイアモンド・リング」(Diamond Ring)                                       |      |            |      |
| 6. | 「ブラッド・オン・ブラッド」(Blood On Blood)                                 |      |            |      |

- アコースティック・ライヴ 2003年1月19日横浜アリーナ公演（日本盤のみ収録）

| #  | タイトル                                  | 作詞 | 作曲・編曲 | 備考                                      |
| -- | ----------------------------------------- | ---- | ---------- | ----------------------------------------- |
| 1. | 「イン・ジーズ・アームズ」(In These Arms) |      |            |                                           |
| 2. | 「ヒーローズ」(Heroes)                    |      |            | デヴィッド・ボウイ（David Bowie）のカバー |

- ライト・サイド・オブ・ロング・モンタージュ（日本盤のみ収録）